# Pleiadi del Sud
Le Pleiadi del Sud (in inglese Southern Pleiades; o Ammasso di Theta Carinae o le sigle di catalogo IC 2602 e C 102) sono un ammasso aperto brillante e appariscente situato nella costellazione della Carena, posto sul bordo meridionale della Via Lattea australe. Il nome proprio è dovuto al suo aspetto e alla sua grande luminosità, che lo rende simile al ben noto ammasso boreale delle Pleiadi.
È uno degli ammassi aperti più brillanti della volta celeste; nell'emisfero celeste australe è l'ammasso più luminoso ed è visibile perfettamente a occhio nudo durante tutto l'anno dalle aree temperate australi, dove si presenta circumpolare, in una zona già di per sé molto ricca di gruppi stellari e nebulose.
La sua stella principale, θ Carinae, costituisce il vertice più settentrionale di un asterismo noto come Croce di diamante. La distanza dell'ammasso, stimata sui 479 anni luce, e il suo moto proprio inducono a ritenere che sia legato alla grande associazione stellare nota come Associazione Scorpius-Centaurus, un gruppo di stelle relativamente giovani e luminose ben visibili dall'emisfero australe, il cui orientamento è leggermente inclinato rispetto al piano galattico.

## Osservazione

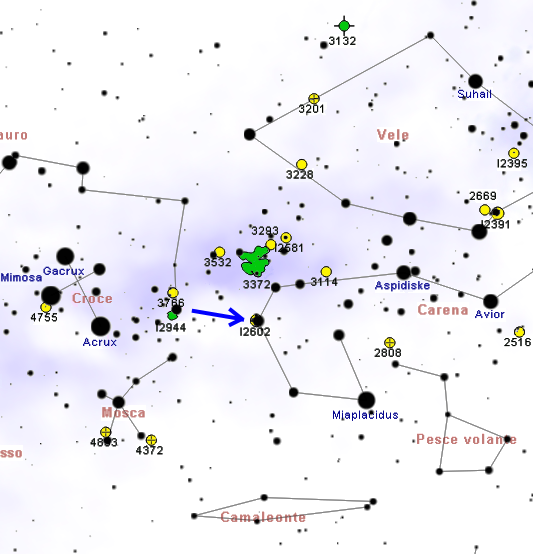
Carta celeste della parte orientale della Carena; le Pleiadi del Sud sono l'ammasso (in giallo) indicato dalla freccia, mentre l'oggetto verde poco sopra è la Nebulosa della Carena.

La declinazione di -64° delle Pleiadi del Sud fa sì che l'ammasso sia osservabile dall'emisfero boreale solo dalle sue regioni tropicali; in molte regioni dell'emisfero australe, come il Sudafrica, gran parte dell'Australia e dell'America meridionale, si presenta invece circumpolare.
Si individua con estrema facilità pochi gradi a sud della brillantissima Via Lattea australe, in un punto ricco di stelle di quinta e sesta magnitudine; a occhio nudo sono distinguibili alcune stelline minute a est della stella azzurra θ Carinae (nota anche come Vathorz Posterior), che conferiscono all'ammasso un aspetto sfocato e nebuloso. Ha una forma che ricorda vagamente i segni lasciati dal colpo di zampa di un felino, dove le tre stelle a est richiamano le quattro dita centrali e la stellina a nord di θ Carinae il primo dito; il palmo è invece rappresentato dalla stessa θ Carinae. Quest'ultima stella costituisce inoltre uno dei vertici, il più settentrionale, di un asterismo noto nell'emisfero sud con il nome di Croce di diamante, che appare orientato allo stesso modo della vicina costellazione della Croce del Sud, sebbene l'asterismo sia meno luminoso e più allungato rispetto alla costellazione.
Lo strumento migliore per l'osservazione è un binocolo 10x50, o al più un piccolo telescopio, poiché a ingrandimenti maggiori si perde la vista d'insieme. La disposizione delle sue stelle principali, raccolte su un lato attorno alla stella più brillante, è simile a quella delle Pleiadi, nella costellazione del Toro, anche se in forma un po' ridotta. Con strumenti superiori, come un telescopio amatoriale da 80-100mm, si individua fra le sue componenti principali un buon numero di stelle minori, gran parte delle quali di colore tendente al giallognolo.

## Storia delle osservazioni

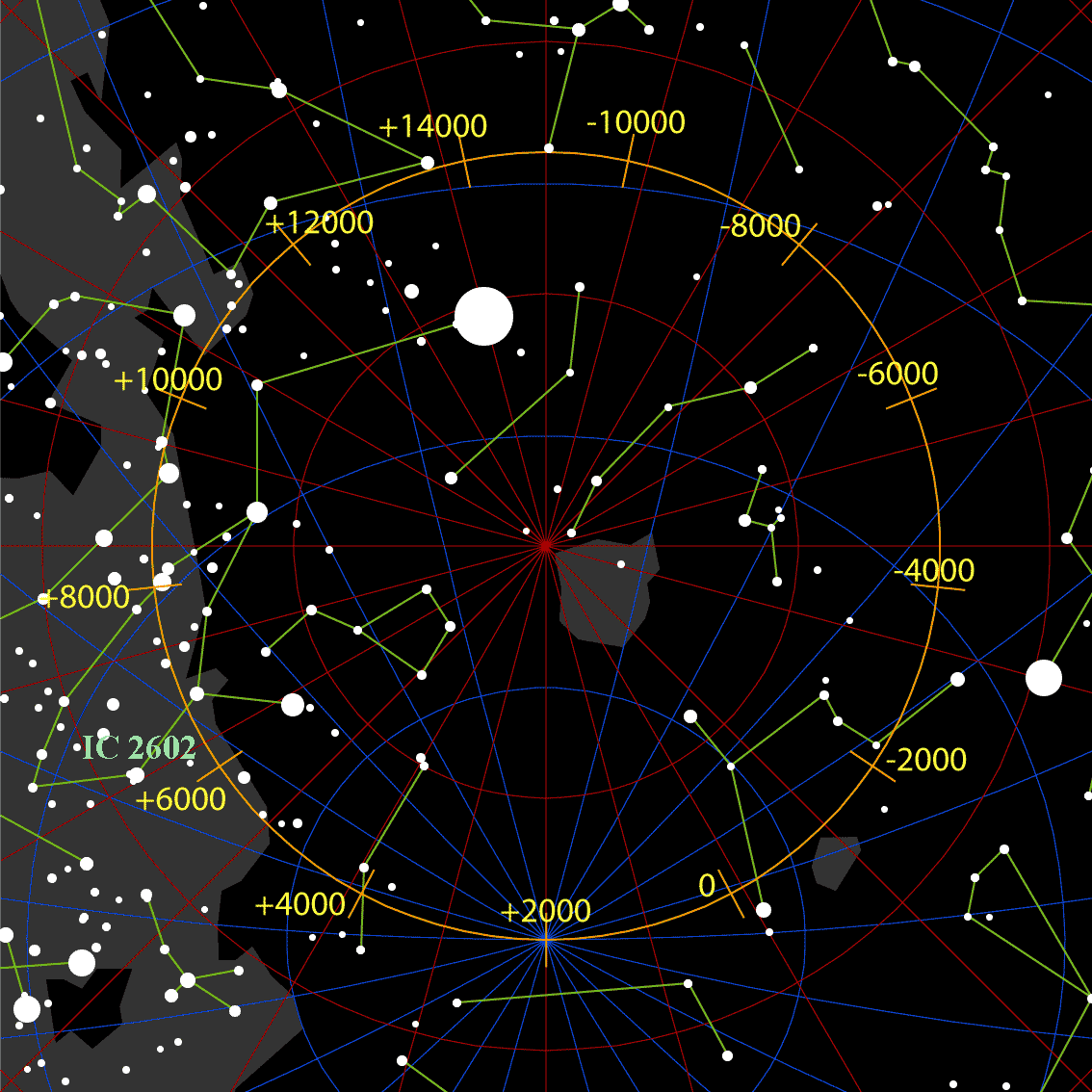
Spostamento del Polo Sud celeste in rapporto alla posizione di IC 2602 (in basso a sinistra). La stella brillante in alto è Canopo.

L'ammasso fu notato per la prima volta in epoca moderna dall'abate francese Nicolas Louis de Lacaille il 3 marzo del 1751, durante il suo soggiorno a Città del Capo, in Sudafrica, e lo inserì nel suo catalogo edito nel 1755; egli assegnò all'oggetto la sigla Lacaille II.9. Annotò il nome Theta Argus, ossia il nome della stella Theta Carinae, poiché allora la costellazione della Nave Argo non era ancora stata suddivisa in Poppa, Vele e Carena; indicò questa stella come di terza magnitudine e definì l'intero oggetto ammasso nebuloso.
A causa della precessione degli equinozi le Pleiadi del Sud, come tutta l'area di cielo della Via Lattea australe, erano visibili sopra l'orizzonte mediterraneo durante l'Età antica, pertanto è possibile che fossero note sia ai Greci che ai Romani; tuttavia, nessun nome risalente a quell'epoca ci è pervenuto. Con il passare dei secoli e l'avvicinarsi del polo sud celeste alla scia della Via Lattea, quest'ammasso ha assunto declinazioni sempre più meridionali; Le Pleiadi del Sud infatti si trovano in quella fascia di cielo compresa fra le 6h e le 18h di ascensione retta, ossia in quella parte dove stelle e oggetti tendono ad assumere declinazioni sempre più meridionali (tranne l'area attorno al polo sud dell'eclittica). Infatti l'area di cielo verso cui l'asse terrestre tende a puntare assume declinazioni meridionali, mentre l'area di cielo da cui si allontana tende a diventare visibile anche a latitudini più settentrionali.
Fra circa quattromila anni, come si vede nell'immagine a lato, questo oggetto si troverà a pochi gradi dal polo sud celeste, diventando così circumpolare in quasi tutto l'emisfero sud e invisibile da quello nord, fino a pochi gradi dall'equatore; in seguito l'asse terrestre in direzione sud tenderà a puntare verso l'area vicino alla stella Canopo, allontanandosi dalle Pleiadi del Sud, che riprenderanno a mostrarsi anche a latitudini più settentrionali.

## Caratteristiche

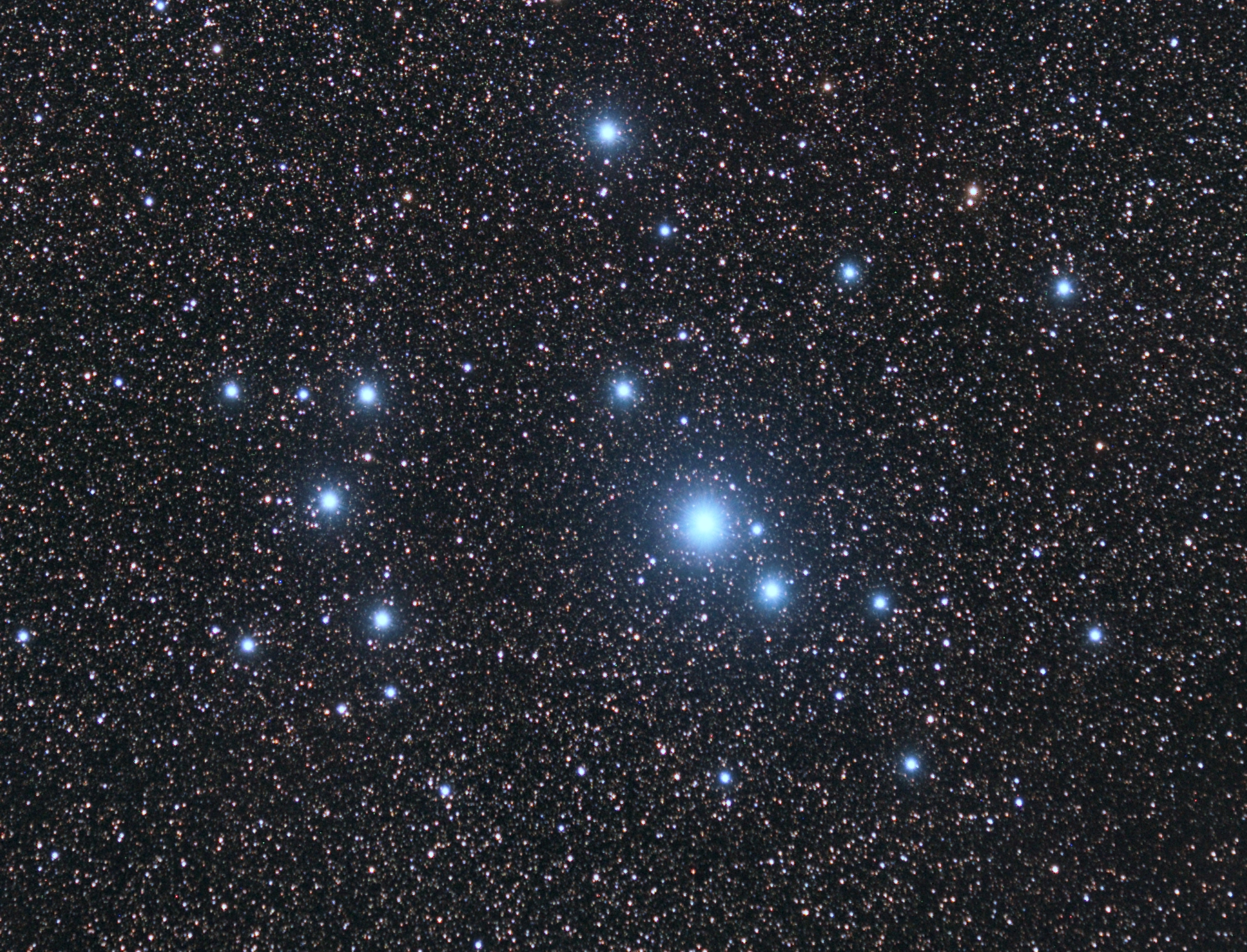
Dettaglio delle stelle dell'ammasso: predominano poche stelle azzurre e luminose, mentre le componenti minori risultano molto meno brillanti.

### Componenti
L'ammasso delle Pleiadi del Sud è formato da circa centocinquanta stelle giovani, tutte disposte sulla sequenza principale, di cui sette sono perfettamente visibili a occhio nudo nelle notti più oscure e nitide; la caratteristica principale è la divisione netta che intercorre fra l'arco di stelle visibile a est, formato da tre stelle di quinta magnitudine più altre meno luminose, e il gruppo a ovest, meno ricco ma comprendente la stella principale, la gigante azzurra θ Carinae, di magnitudine visuale 2,74. Fra le sue componenti, si osserva pure una variabile Gamma Cassiopeiae, la stella HD 92938 (fra le componenti più brillanti è quella più vicina a θ Carinae), classificata anche con la sigla di stella variabile V518 Carinae.
La magnitudine complessiva dell'ammasso è invece pari a +1,9; considerando la magnitudine apparente delle Pleiadi, che è pari a 1,6, le Pleiadi del Sud risultano essere del 39% meno luminose rispetto alle Pleiadi del Toro. L'età dell'ammasso si aggirerebbe sui 30 milioni di anni.
A differenza delle Pleiadi fra le componenti di quest'ammasso non vi è alcuna traccia di nebulosità. Dato che stelle e ammassi aperti si formano da nubi molecolari giganti, si potrebbe a prima vista pensare che l'assenza di nebulosità residue nelle Pleiadi del Sud sia indicatore di un'età maggiore di quella della sua "controparte" boreale; tuttavia recenti studi hanno dimostrato che la nebulosità osservabile nelle Pleiadi non è un residuo della nube da cui si sono formate, ma un insieme di nebulosità indipendenti in cui le Pleiadi si trovano ora a transitare.

### Distanza
| Stella    | Classe spettrale | Magnitudine apparente |
| --------- | ---------------- | --------------------- |
| θ Carinae | B0               | 2,74                  |
| HD 92938  | B3               | 4,76                  |
| HD 93194  | B5               | 4,80                  |
| HD 93607  | B3               | 4,87                  |
| HD 93549  | B7               | 5,23                  |
| HD 93540  | B7               | 5,33                  |
| HD 93163  | B3               | 5,74                  |

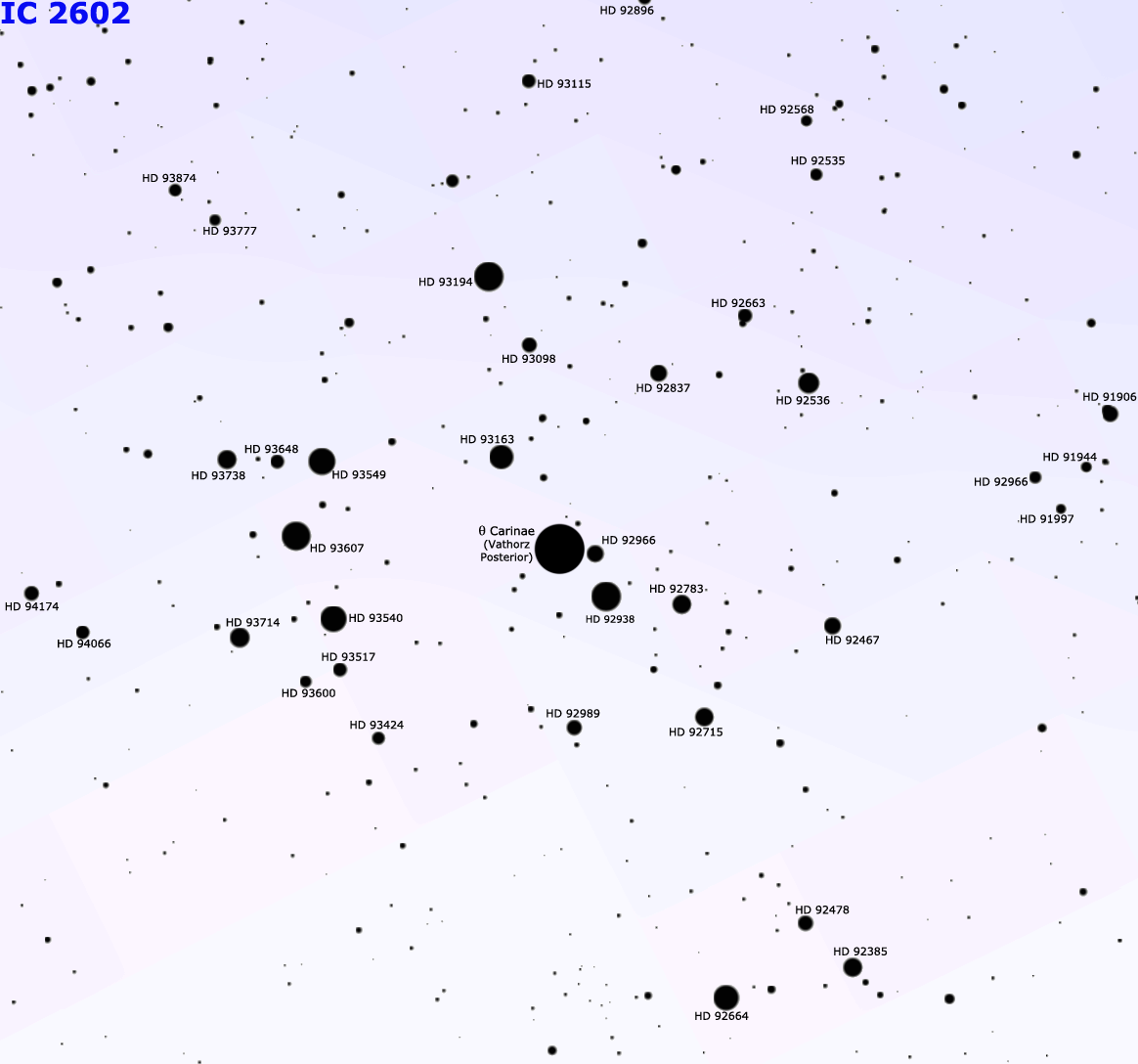
Mappa dettagliata dell'ammasso.

Nel corso dei decenni si sono indicati per quest'oggetto vari valori di distanza, spesso molto diversi fra loro e comunque sovrastimati; il satellite Hipparcos ha più di recente fornito un valore di 479 anni luce (146 pc) dal Sistema solare, e questo dato viene ormai dato come certo dalla comunità scientifica. Secondo questo valore l'ammasso sarebbe dunque 70 anni luce più lontano rispetto alle Pleiadi, e circa 30 anni luce più lontano dell'Ammasso del Presepe. Tutti questi ammassi si trovano comunque nello stesso braccio galattico in cui si trova anche il nostro Sole, il Braccio di Orione. Calcolando la distanza dei primi due ammassi e rapportandolo alla magnitudine assoluta delle loro componenti, si può affermare che le Pleiadi "del Nord" e le Pleiadi del Sud abbiano la stessa luminosità. La velocità radiale dell'ammasso è invece pari a +19,01 km s−1: ciò implica che la distanza reale fra le Pleiadi del Sud e il nostro Sistema Solare tende ad aumentare.

### Indagini ai raggi X
Le Pleiadi del Sud, come altri ammassi aperti giovani e meno giovani, sono oggetto di studio da parte di diversi osservatori astronomici, fra cui l'Osservatorio Astronomico di Palermo (OAPA), sull'abbondanza e l'impoverimento del litio durante l'evoluzione delle stelle sulla sequenza principale. Nell'ammasso non vi sono stelle azzurre di magnitudine più debole della 8,7 e vi è una quasi totale assenza di stelle di classe spettrale F; fra le stelle di cui non è stata accertata l'appartenenza a quest'ammasso, circa una trentina, alcune sono proprio di classe F e molte altre di classe G, ossia simili al Sole, gran parte delle quali di nona e decima magnitudine apparente. Fra questi astri di classe G, uno in particolare viene monitorato: si tratta di HD 307928 (chiamata anche R58), una giovane stella in procinto di entrare nella fase di sequenza principale, che ruota su se stessa con un periodo di 0,57 giorni. Prima della realizzazione del progetto ROSAT, che si è occupato della completa mappatura a raggi X del cielo, erano note poche informazioni sulle stelle di questo e di altri importanti ammassi australi. Questo studio, applicato alle stelle delle Pleiadi del Sud, ha contribuito a determinare la metallicità tipica degli astri dei giovani ammassi aperti; inoltre, più in generale, il progetto ROSAT ha permesso di accertare con maggior precisione quali stelle minori osservabili nello stesso campo fossero membri reali dell'ammasso, tramite la determinazione della quantità di litio presente nell'atmosfera di queste stelle e attraverso lo studio della velocità di rotazione e dell'attività magnetica stellare.
Ulteriori studi sono stati compiuti nel corso degli anni novanta per individuare le controparti ottiche di alcune radiosorgenti individuate in quest'area e per determinarne l'appartenenza o meno a quest'ammasso. Diverse radiosorgenti sono state associate a stelle nane rosse, mentre molte altre sembrano provenire da stelle di classe spettrale G e simili al Sole, confermando che questo tipo di stelle nell'ammasso sono in fase di pre-sequenza principale.

## Legami con l'Associazione Scorpius-Centaurus

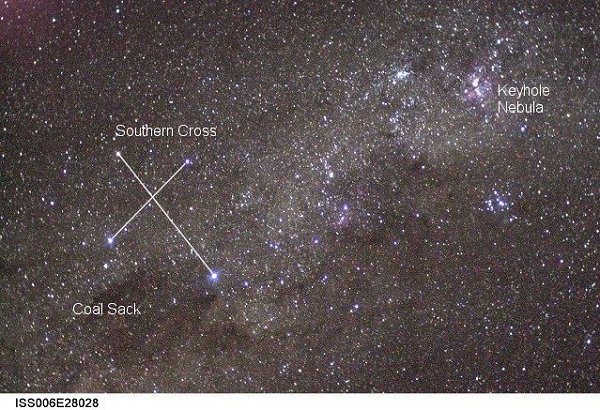
Le Pleiadi del Sud, visibili a destra della foto, sotto la Nebulosa di Eta Carinae; a sinistra si vede invece la costellazione della Croce del Sud e la Nebulosa Sacco di Carbone. L'area di cielo in cui si trova l'ammasso è quasi completamente oscurata da una serie di complessi nebulosi oscuri, che mascherano la brillante scia della Via Lattea (che taglia trasversalmente l'immagine).

Nel corso degli anni sessanta fu avanzata l'ipotesi che quest'ammasso potesse far parte della grande Associazione Scorpius-Centaurus (Sco-Cen), un'associazione stellare a cui appartiene la gran parte delle stelle di classe spettrale O e B osservabili fra lo Scorpione e il Centauro; l'associazione è inclinata rispetto al piano galattico, e proseguendo la direzione delineata dalle stelle principali dell'associazione si arriva nell'area delle Pleiadi del Sud. Inoltre, le misure della velocità radiale dell'ammasso, che all'epoca veniva indicata come +24 km/s, era (ed è) paragonabile con quella che mostra l'associazione in direzione di quest'area di cielo.
Le misure di distanza indicate allora per l'ammasso variavano dai 170 ai 220 parsec, misure paragonabili con quelle dell'associazione, la cui distanza media è stimata sui 150 parsec. L'età dell'associazione Sco-Cen, determinata dalle stelle di sequenza principale di classe B0, è stata stimata sui 15-20 milioni di anni, simile pertanto a quella dell'ammasso, il quale potrebbe dunque essere una condensazione locale dell'associazione.
Il valore di distanza oggi accettato, 146 parsec, avvicina ulteriormente questa misura a quella data per l'associazione, rendendone ancora più probabile il legame.

## Area di cielo circostante
L'area di cielo in cui è visibile l'ammasso delle Pleiadi del Sud appare fortemente oscurata da un notevole numero di complessi nebulosi oscuri; sebbene l'ammasso si trovi infatti a pochi gradi dall'equatore galattico, la scia della Via Lattea in questo punto è quasi inesistente, mostrandosi solo alcuni gradi più a nord. Queste nebulose oscure costituiscono un gruppo fortemente disomogeneo; si tratta in gran parte di piccoli complessi isolati, ma la cui abbondanza è tale da mascherare completamente la Via Lattea e gli oggetti che stanno oltre queste nebulose. Tuttavia, questi complessi non rappresentano un esempio omogeneo di regione di formazione stellare, sebbene questa sia comunque in atto. Fra le nebulose presenti in quest'area, vi sono DC289.3-2.8, DC289.9-3.2 e DC287.1+2.4, dei piccoli bozzoli scuri che emettono radiazione infrarossa.
Meno di un grado a sud delle Pleiadi del Sud è visibile un altro ammasso aperto, noto come Mel 101; si tratta anche in questo caso di un ammasso giovane, le cui stelle occupano la parte superiore del diagramma HR (si tratta dunque di stelle calde e di colore azzurro). Quest'ammasso risulta fortemente oscurato dalla polvere interstellare che si frappone alla linea di vista e, sebbene si trovi apparentemente vicino alle Pleiadi del Sud, è in realtà molto più lontano: la sua distanza è infatti stimata sui 2,3 kpc, equivalenti a 7500 anni luce; si trova pertanto nel Braccio Sagittario-Carena, ossia quello subito più interno del nostro.

### Pubblicazioni generiche
- (EN) Stephen James O'Meara, Deep Sky Companions: The Caldwell Objects, Cambridge University Press, 2003, ISBN 0-521-82796-5.
- (EN) C. J. Lada e N. D. Kylafits, The Origin of Stars and Planetary Systems, Kluwer Academic Publishers, 1999, ISBN 0-7923-5909-7.
- A. De Blasi, Le stelle: nascita, evoluzione e morte, Bologna, CLUEB, 2002, ISBN 88-491-1832-5.

### Pubblicazioni specifiche
- (EN) John B. Whiteoak, A study of the galactic cluster IC 2602, 1961,  p. 251.
- S.C. Marsden et al., Doppler Imaging and surface differential rotation of young poen cluster stars - I. HD 307938 (R58) in IC 2602, DOI:10.1111/j.1365-2966.2005.08946.x.
- (EN) S. Randich, Membership, Lithium and metallicity in the yung open clusters IC 2602 and IC 2391: enlarging the sample, arXiv.org,  p. 1.
- (EN) Charles F. Prosser, Sofia Randich e John R. Stauffer, Photometry in the open clusters IC 2602 and NGC 6475, in Astronomical Journal, vol. 112, n. 2, 1996,  p. 649.
- (EN) de Zeeuw, P.T., Hoogerwerf, R., de Bruijne, J.H.J., Brown, A.G.A., & Blaauw, A., A Hipparcos Census of Nearby OB Associations, in Astronomical Journal, vol. 117, 1999,  pp. 354-399, DOI:10.1086/300682.

### Carte celesti
- Toshimi Taki, Taki's 8.5 Magnitude Star Atlas, su geocities.jp, 2005. URL consultato il 7 novembre 2010 (archiviato dall'url originale il 5 novembre 2018). - Atlante celeste liberamente scaricabile in formato PDF.
- Tirion, Rappaport, Lovi, Uranometria 2000.0 - Volume II - The Southern Hemisphere to +6°, Richmond, Virginia, USA, Willmann-Bell, inc., 1987, ISBN 0-943396-15-8.
- Tirion, Sinnott, Sky Atlas 2000.0 - Second Edition, Cambridge, USA, Cambridge University Press, 1998, ISBN 0-933346-90-5.
- Tirion, The Cambridge Star Atlas 2000.0, 3ª ed., Cambridge, USA, Cambridge University Press, 2001, ISBN 0-521-80084-6.

### Argomenti generici
- Ammasso aperto
- Associazione stellare
- Index Catalogue (IC)

### Argomenti affini
- Carena (costellazione)
- Oggetti non stellari nella costellazione della Carena
- Associazione Scorpius-Centaurus
- Braccio di Orione
- Pleiadi (astronomia)
- Croce di diamante
- θ Carinae, la stella principale dell'ammasso
- IC 2391, ammasso aperto con caratteristiche simili